# The B-52's
Pour les articles homonymes, voir B52.
The B-52s, stylisé The B-52's avant 2008, est un groupe américain de new wave, originaire d'Athens, dans l'État de Géorgie. Il apparait au cours de la vague de la musique new wave à la fin des années 1970. Le groupe est composé de Fred Schneider (chant et percussions), Kate Pierson (chant, percussion, claviers), Keith Strickland (batterie et claviers puis guitare), Cindy Wilson (chant, percussions) et son frère Ricky Wilson (guitare). Ce dernier décède le 12 octobre 1985 à la suite de complications causées par le virus du Sida. Dès lors, Keith Strickland laisse la batterie et le remplace à la guitare. Le groupe fait également, depuis cette date, appel à des musiciens de tournées pour compléter leur formation.
Le groupe est connu pour son esthétique vintage héritée des friperies dans lequel les membres du groupe trouvaient leurs habits, mais également de leurs sources d'inspiration variées provenant de la culture populaire des années 1950 et 1960, de la culture trash (en) et du mouvement rock 'n' roll. Le style musical du groupe est marqué par le chant abrupt de Fred Schneider en sprechgesang sur fond de chœurs de Kate Pierson et Cindy Wilson, ainsi que par l'instrumentation simpliste construite autour de batterie, d'orgues, de synthétiseurs et les guitares de Ricky Wilson accordées de manière inhabituelles, surtout sur les premiers albums.
Le groupe a produit plusieurs succès, tels Love Shack, Rock Lobster, Planet Claire et Private Idaho.

## Histoire

### Formation et premières années (1976–1979)
Apparu à Athens, sur le principal campus de l'Université de Géorgie, le groupe se forme dans le milieu des années 1970 autour de Fred Schneider avec le guitariste Ricky Wilson et le batteur Keith Strickland. Le nom B-52's, qui ne fait pas référence aux bombardiers américains Boeing B-52 Stratofortress, serait en fait emprunté à l'argot américain des États du sud et désignerait les « choucroutes capillaires » arborées par les chanteuses Kate Pierson et Cindy Wilson (la sœur du guitariste), qui deviendront emblématiques de l'esthétique du groupe. Ce type de coiffure est popularisé par la suite à la télévision grâce au personnage de Marge Simpson de la série Les Simpson.
Peu expérimenté, le groupe joue la plupart de ses premiers spectacles avec des guitares pré-enregistrées et des percussions. Il produit son premier single, Rock Lobster, en 1978 dans une version très minimaliste avant d'émigrer vers le fameux Max's Kansas City club (où débute Aerosmith), pour donner leurs premiers concerts payants.
Quelques apparitions furtives au club CBGB, haut lieu du rock underground, attirent l'attention de la presse new yorkaise. Le single Rock Lobster s'arrache et la popularité du groupe explose dans les milieux underground new-yorkais. Le groupe accompagne alors souvent leurs comparses Talking Heads afin d'assurer la première partie des concerts. Les membres des deux groupes deviennent alors proches amis, et Gary Kurfist, manager du groupe de David Byrne, signe alors un contrat pour s'occuper des affaires des B-52's.

### Premiers albums, premiers succès (1979–1980)

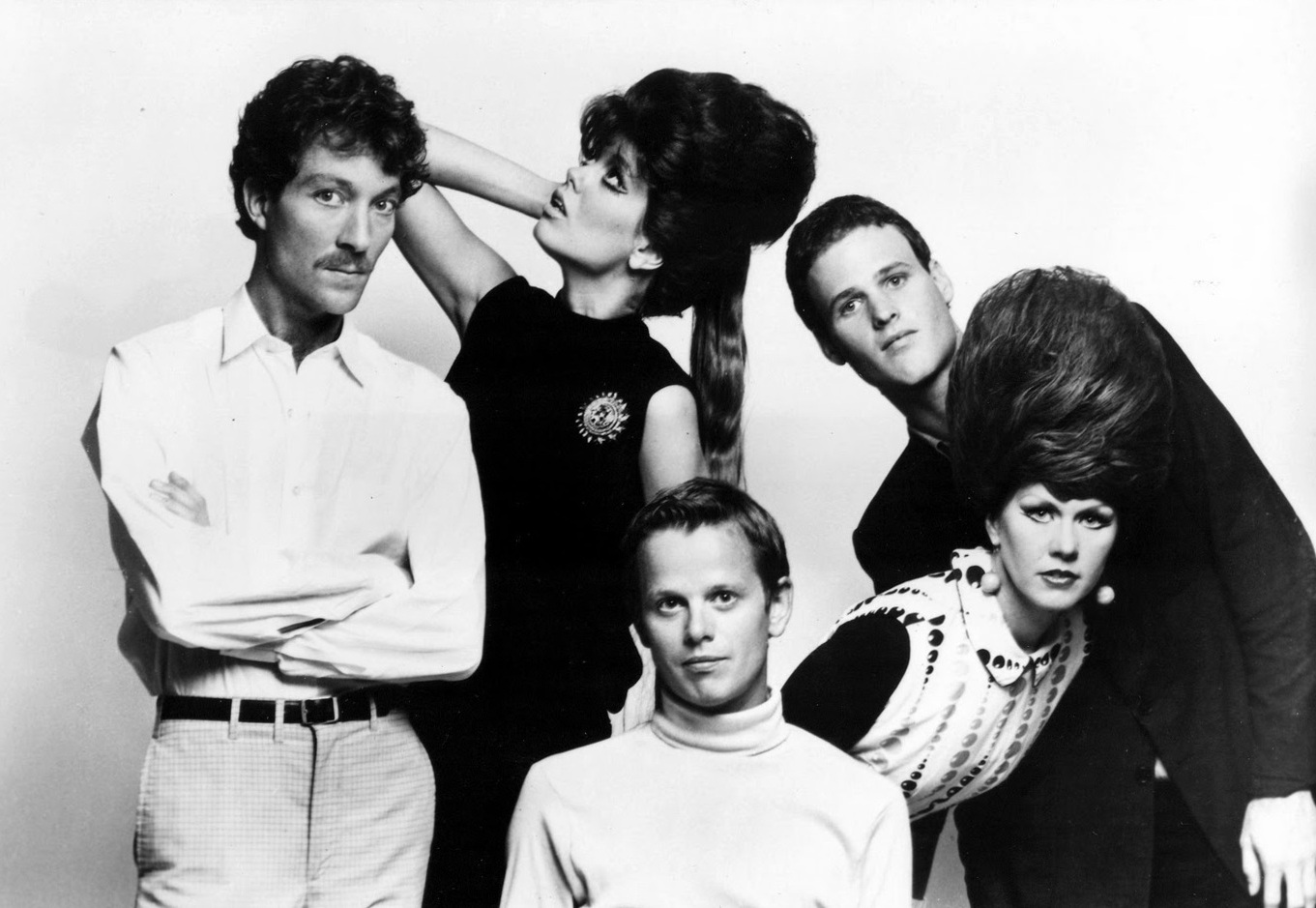
The B-52's en 1980.

En 1979, ils publient leur premier album, nommé The B-52's, à la fois chez Warner Brothers aux États-Unis et sur le label de Chris Blackwell qui est également le producteur du disque, Island Records, dans le reste du monde. Enregistré aux studios Compass Point à Nassau aux Bahamas, l'album est une collection de chansons dansantes aux accents parfois étranges, sur un son new-wave incluant des influences qui vont des films de science-fiction des années 50 au surf rock et à la pop des années 60, le tout avec l'énergie du mouvement punk. L'album connaît rapidement un grand succès avec la version retravaillée de Rock Lobster et le tube international Planet Claire, qui reprend le riff du Peter Gunn Theme d'Henri Mancini (d'ailleurs crédité sur le disque).
Fort de ce premier succès, le groupe embraye sur sa première tournée internationale, qui le verra passer dans l'émission Saturday Night Live avant de traverser l'Atlantique, d'abord en première partie du Fear of Music Tour de Talking Heads durant l'été, puis directement en tête d'affiche à partir de l'automne, où le groupe visitera notamment le Japon, et donnant un concert d'anthologie le 22 novembre 1979 au fameux club Le Palace de Paris.
Continuant sur leur lancée, les B-52's débutent l'année 1980 avec une tournée en Océanie, avant de retourner aux studios Compass Point pour enregistrer et produire eux-mêmes leur deuxième album. Nommé Wild Planet, l'album sort le 27 août 1980 et se classe 18e au Billboard 200. De nouveaux singles en sont extraits, dont les tubes Private Idaho, Party Out of Bounds et Give Me Back My Man.
Alors que l'album va sortir, le groupe est déjà reparti en tournée et fait notamment partie des têtes d'affiche du festival Heatwave (en) au Canada le 23 août 1980. Les B-52's se produisent aux côtés d'Elvis Costello et des Talking Heads, Pretenders et Clash devant un public d'environ 85 000 personnes, ce qui était alors leur plus grosse audience. Le groupe retourne ensuite en Europe, et notamment en France (trois dates au Théâtre Mogador de Paris les 22 novembre, 8 et 9 décembre, ainsi qu'à Nice et Montpellier les 2 et 3 décembre).

### Expérimentations (1981–1988)

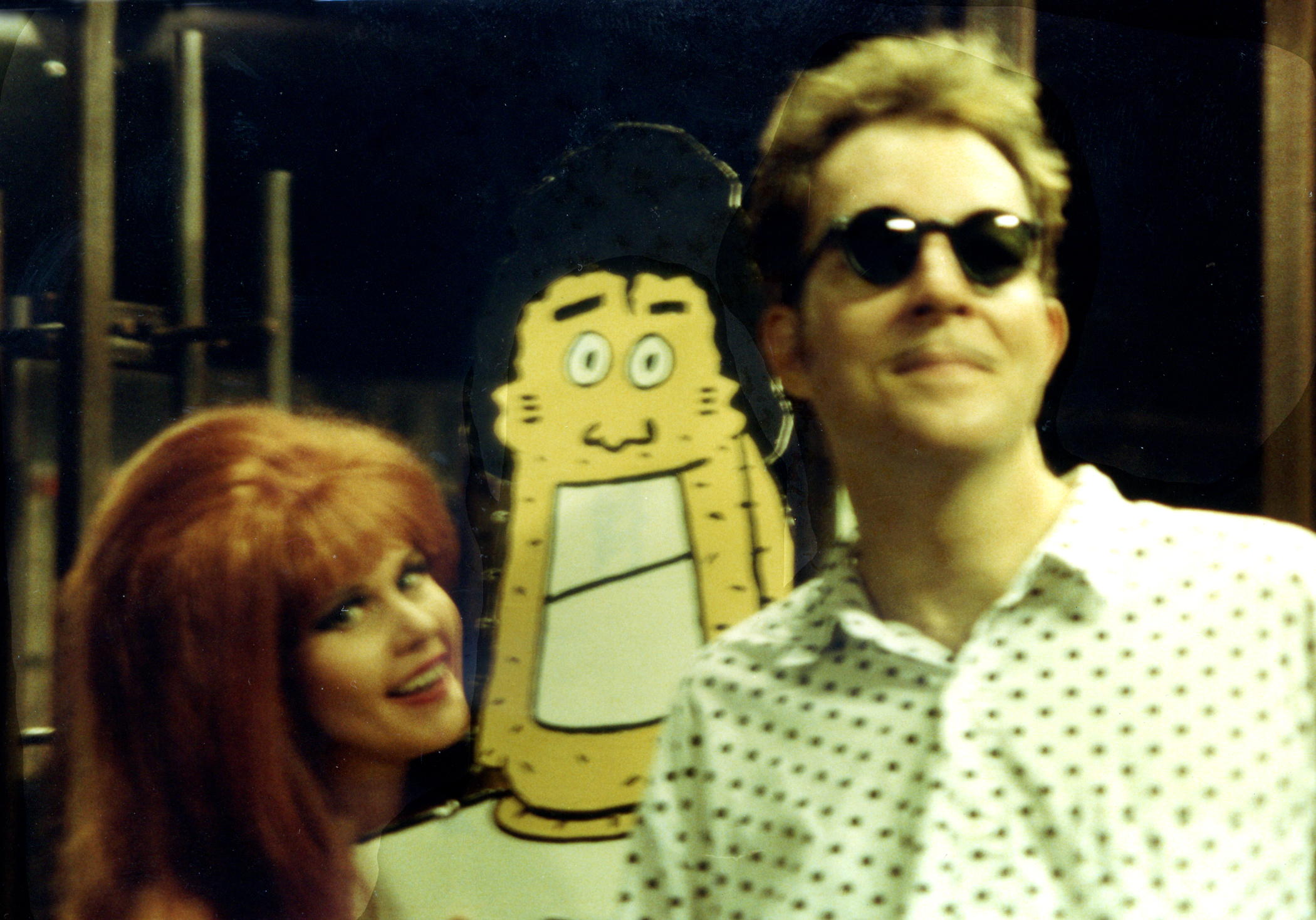
Kate Pierson et Fred Schneider en 1989.

Pressés par leur label et leur manager, les B-52's sont contraints de sortir un disque en 1981 pour continuer d'alimenter leur succès et satisfaire le public. Ils retournent une nouvelle fois aux Compass Point Studios de Nassau et font appel à l'ingénieur du son local Steven Stanley pour remixer six titres extraits de leurs deux premiers opus. Le rendu final, nommé Party Mix!, est publié plus tard la même année. Ce disque permet au groupe de gagner un peu de temps et de composer de nouvelles chansons, étant donné qu'ils ont épuisé tout leur répertoire en publiant les deux premiers albums. Pour ce faire, les cinq membres du groupe s'installent tous ensemble dans une grande maison à Mahopac, dans l'état de New York. Ils vivent et composent ensemble au quotidien, ce qui crée parfois des tensions. Finalement, le groupe est fin prêt à l'automne pour rentrer en studio, ayant écrit une dizaine de nouvelles chansons.
Ricky Wilson et Keith Strickland étant à la recherche d'un son plus funk, ils engagent leur ami et chanteur de Talking Heads, David Byrne, afin de produire Mesopotamia, leur projet de troisième album. Enregistré pendant l'automne/hiver 1981, le disque sort en février 1982. Les sessions d'enregistrement ayant avorté pour diverses raisons, seuls six des dix titres prévus sont enregistrés et apparaissent sur le disque, qui voit alors le jour sous la forme d'un mini-album. C'est la première fois que les B-52's organisent autant leur musique sur l'usage des synthétiseurs, ce qui rend leur son moins festif que sur les premiers disques. Le public et la critique boudent ce disque, qui atteint néanmoins la 35e place du Billboard 200.
Après une année sans concerts, l'année 1982 est une nouvelle année de tournée pour les B-52's, qui ne quittent cependant pas le continent américain. Entre le printemps et l'automne, ils assurent le MesoAmerica Tour, qui les voit notamment triompher parmi les têtes d'affiches du premier US Festival, le 3 septembre 1982, aux côtés de The Police, Oingo Boingo et Talking Heads. Cette tournée les a vu revisiter leurs classiques avec l'ajout d'une section de cuivres, qui jouera avec le groupe jusqu'en 1985.
En 1983, le groupe renoue avec son univers facétieux et jovial avec la sortie de Whammy!, album qui fait une incursion dans l'univers de la musique électronique. Encadrés et produits par Steven Stanley (qui entre-temps a connu un certain succès en produisant le premier album de Tom Tom Club), les neuf titres incluent quelques chansons originellement écrites pour Mesopotamia : Butterbean, Big Bird et Queen of Las Vegas. Ce troisième album officiel ne connaîtra pas pour autant un grand succès, mais le groupe embarque néanmoins pour une longue tournée qui s'étale par étapes de mai 1983 à janvier 1985, qui verra notamment un retour en Europe (avec un passage à Paris en mai), ainsi que le triomphe du groupe en tête d'affiche de la scène new wave du premier festival Rock In Rio au Brésil, aux côtés de Nina Hagen et de The Go-Go's. Pour cette très longue tournée, les B-52's seront parfois accompagnés par le batteur et la bassiste de Talking Heads/Tom Tom Club, Chris Frantz et Tina Weymouth.
Après un album solo de Schneider en 1984, Fred Schneider and the Shake Society (produit par Bernie Worell de Funkadelic), le groupe retourne en studio au printemps de l'année 1985 et enregistre l'album Bouncing off the Satellites. Les sessions produites par Tony Mansfield (choisi par Keith et Ricky après avoir entendu le Glad It's All Over de Captain Sensible produit par Mansfield) à l'aide du synthétiseur Fairlight se terminent en septembre et l'album est alors prêt à sortir. Mais le 12 octobre, Ricky Wilson décède brutalement d'une pneumonie causée par le sida. Le groupe, dévasté par sa perte, est alors incapable de faire la promotion du nouvel album et s'isole plus ou moins pendant les années suivantes. Pour une raison inconnue, le LP sort finalement aux États-Unis un an après la fin de sa production, en septembre 1986, puis à l'été 1987 en Europe. Le groupe apparaît alors en playback dans plusieurs programmes télévisés en Grande-Bretagne cette même année afin de faire un minimum de promo et annoncer la sortie du disque. Bouncing Off the Satellites, par sa production très synthétique, demeure le disque le plus atypique du groupe, avec néanmoins deux hits : Wig et Summer of Love.

### Cosmic ThingetGood Stuff(1989–1994)
Alors que les années 1987 et 1988 sont marquées par une absence quasi totale du groupe (Cindy Wilson participe discrètement à la confection de l'album Holy Cow du groupe Martini Ranch, mené par l'acteur Bill Paxton), c'est en 1989 que les B-52's reviennent avec Cosmic Thing, leur plus remarquable succès commercial à ce jour (no 4 du Billboard 200, no 8 des charts anglais et no 1 des charts Australiens). Marqué par la production de Don Was et Nile Rodgers, l'album est à l'origine de plusieurs singles, dont les festifs Love Shack, Roam et Deadbeat Club.
Le groupe s'embarque alors dans une longue tournée mondiale, le Cosmic Tour qui le voit jouer à Paris (à la Cigale) les 20 et 21 septembre pendant son passage en Europe. Afin de pouvoir jouer leur répertoire, les quatre membres du line-up permanent font appel à trois membres de tournée : Sara Lee (ex-Gang of Four et League Of Gentlemen) à la basse, Zack Alford à la batterie et Pat Irwin aux claviers et à la guitare rythmique. La tournée se poursuit jusqu'à l'automne 1990, et voit le groupe faire un retour triomphal en Océanie. À la suite de la tournée, Cindy Wilson décide de se retirer de manière non permanente du groupe, réduisant alors le line-up permanent à un trio. Fatiguée par la tournée, déprimée par l'absence de son frère, elle a besoin de repos et de temps pour fonder une famille.
Cette même année 1990, Kate Pierson participe en duo au titre Candy sur l'album Brick by Brick d'Iggy Pop et, en 1991, elle accompagne R.E.M. sur le titre Shiny Happy People.
Lié par contrat à Reprise Records (une filiale de Warner), le groupe doit encore livrer un album pour le label. Keith Strickland passe donc la majeure partie de l'année 1991 à composer. Il fait appel à la même équipe de producteurs (Nile Rodgers et Don Was) et de musiciens de session engagés sur Cosmic Thing pour enregistrer Good Stuff, qui sort le 23 juin 1992. Nettement plus marqué par des influences rock qu'à l'accoutumée, le groupe explore également une veine plus world, notamment sur le titre Dreamland. Le groupe assure également une poignée de hits qui consolide sa notoriété, principalement aux États-Unis : Good Stuff, Revolution Earth et Is That You Mo-Dean ?. L'album atteint la seizième place du Billboard 200 et la huitième place des charts anglais.
Le groupe s'embarque alors pour une nouvelle tournée mondiale gigantesque sur trois ans. En plus des musiciens de tournée déjà présents depuis la tournée Cosmic Tour, ils font appel à la percussionniste Sue Eujaballas et à la chanteuse Julee Cruise (connue pour son rôle de chanteuse dans la série Twin Peaks) pour remplacer Cindy Wilson. Ils passent une nouvelle fois par la France, avec des dates à Paris, Lyon et Montpellier à l'hiver 1992/93.
En 1994, sous le nom de BC-52's, le groupe interprète la chanson-thème du film La Famille Pierrafeu de Brian Levant. Cindy Wilson retourne dans le groupe cette même année et s'embarque pour la dernière dizaine de dates de la tournée Good Stuff.

### Pause et retour aux tournées (1998–2007)
À la suite d'une courte pause scénique et discographique pendant laquelle Fred Schneider sort son deuxième album solo qui verra le jour en 1996, Just Fred (produit par le producteur de Nirvana Steve Albini), les B-52's sont de retour en 1998.
Ils ont écrit un certain nombre de nouveaux morceaux afin de sortir un nouvel album, mais le label Warner refuse leur proposition. Ils leur proposent à la place de sortir une compilation qui regrouperait leurs plus grands succès, des démos et versions alternatives ainsi qu'une paire de nouveaux morceaux. Finalement, par manque de budget, les B-52's peinent à convaincre le label de sortir les démos, et ne sortent qu'un best-of de leurs tubes avec deux nouveaux titres, Debbie et Hallucinating Pluto. Cette compilation best-of se nomme Time Capsule, et l'ordre et le choix des morceaux varie en fonction du pays de sortie du disque.
Le groupe s'embarque la même année pour une nouvelle tournée, retrouvant les musiciens de la tournée Cosmic Tour. En 1999, alors que Kate Pierson participe au groupe japonais NiNa, Cindy Wilson part en congé maternité. Elle est remplacée pour les rares concerts de son groupe par Gail Ann Dorsey avant de revenir avec les B-52's en fin d'année. Une compilation plus importante du groupe, Nude on the Moon: The B-52's Anthology, sort en 2002.
Entre 2000 et 2007, le groupe continue de tourner à travers le monde.

### Funplexet tournées (depuis 2008)

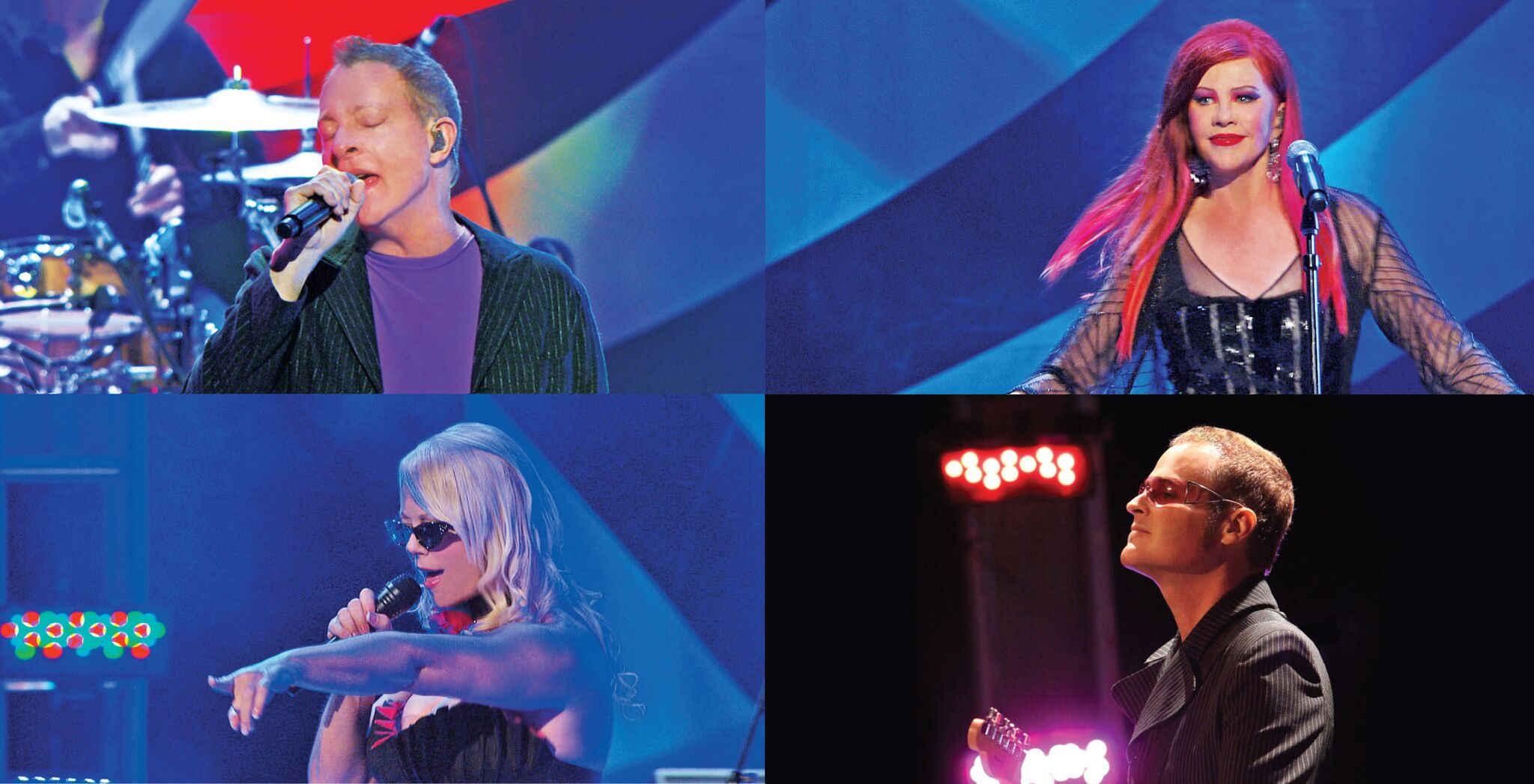
Photo-montage du groupe en 2011 ; Fred Schneider (en haut à gauche), Kate Pierson (en haut à droite), Cindy Wilson (côté bas-gauche) et Keith Strickland (côté bas-droit).

En 2008, ils sortent un nouvel album, Funplex, précédé du single portant le même nom. Ce nouvel album se classe à la onzième position du Billboard 200 dès sa sortie, ce qui correspond à la deuxième meilleure place du classement atteinte par un album des B-52's, derrière Cosmic Thing qui avait atteint la quatrième position en 1989. Pour accompagner la sortie de Funplex, les B-52's partent en tournée aux États-Unis et en Europe, avec notamment un concert à Paris le 18 juillet 2008, au Bataclan.
Le groupe se nomme désormais « The B-52s », l'apostrophe avant le « s » ayant disparu mais les deux graphies semblent encore acceptées.
Le 18 février 2011, les B-52s jouent au Classic Center d'Athens, pendant quatre jours pour fêter le 34e anniversaire de leur tout premier concert qui s'était déroulé en février 1977. Le concert est filmé et publié sous le titre With the Wild Crowd! Live in Athens, GA, en octobre 2011.
Pendant cette période, les B-52s continuent de jouer une quarantaine de concerts par an, dont un au Festival de jazz de Montréal. Le 29 avril 2012, le groupe joue aux TV Land Awards, notamment les morceaux Love Shack, Roam et Rock Lobster.
Keith Strickland annonce sa retraite des concerts avec les B-52's en 2012. Il est dès lors remplacé par Greg Suran. Strickland reste néanmoins membre du groupe.
En mars 2013, le groupe annonce une tournée avec The Go-Go's. Ils annoncent aussi une tournée européenne en août cette même année, mais étrangement, sans passage par la France. Cette tournée donne lieu à la sortie de deux albums live.
En 2015, Kate Pierson publie son premier album solo officiel, enregistré avec SIA et Steve Osborne (le producteur de Funplex), nommé Guitars & Microphones.
En 2016, le claviériste et guitariste de tournées Paul Gordon décède. Il est remplacé par Ken Maiuri.
Au début de 2017, le groupe confirme sa présence en Australie et en Nouvelle-Zélande avec Simple Minds en février,. Ce même mois, ils participent comme invités à l'émission Portlandia. Leur chanson Dance this Mess Around est utilisée dans l'épisode 2 de la série américaine Big Little Lies.
En 2018, Cindy Wilson sort son premier album solo, Change. Son concert français du 8 mars est annulé au dernier moment.
En 2019, le groupe revient finalement en Europe, et joue son premier concert français en l'espace de onze ans le 5 juillet 2019 à l'Olympia.
En 2020, les B-52's annoncent la sortie imminente d'un film documentaire à leur propos sur les réseaux sociaux, ainsi que l'enregistrement d'un ou deux éventuels nouveaux titres qui seraient disponibles dans un coffret regroupant tous les albums du groupe et des raretés. Ce projet de coffret n'est néanmoins pas encore officialisé.

## Membres

### Membres actuels
- Fred Schneider – chant, percussions (depuis 1976)
- Kate Pierson – chant (depuis 1976), claviers (1976-1990)
- Cindy Wilson – chant, percussions (1976–1990, 1994-1998, depuis 1999)
- Keith Strickland – batterie (1976-1985), guitare solo et rythmique (depuis 1985), claviers, programmation, chœurs; ne joue plus avec le groupe sur scène depuis 2012.

### Membres de tournée
- Tracy Wormworth – basse (depuis 1992)
- Sterling Campbell – batterie (1992–2000, depuis 2007)
- Greg Suran – guitare solo (depuis 2013)[19]
- Ken Maiuri – claviers, guitare rythmique (depuis 2016)

### Anciens membres
- Ricky Wilson – guitare, basse, claviers, chœurs (1976–1985 ; décédé en 1985)

### Anciens membres de tournée
- Paul Gordon - claviers, guitare rythmique (2007–2016, décédé en 2016)
- Pat Irwin - claviers, guitare rythmique (1989–2007)
- Zack Alford - batterie (1989–1992, 1994, 2000–2007)
- Julee Cruise -  chœurs (1992–1993)
- Sara Lee - basse (1989-2002)
- David Buck - trompette (1982-1985)
- Ralph Carney - saxophone (1982-1985)
- Sue Eujaballas - percussions (1992-1993)

## Discographie

### Albums studio
- 1979 : The B-52's
- 1980 : Wild Planet
- 1983 : Whammy!
- 1986 : Bouncing off the Satellites
- 1989 : Cosmic Thing
- 1992 : Good Stuff
- 2008 : Funplex

### Remixes
- 1981 : Party Mix!

### EP
- 1982 : Mesopotamia

### Albums live
- 2011 : With the Wild Crowd! Live in Athens, GA
- 2015 : Live! 8-24-1979

### Compilations
- 1990 : The Best of the B-52's: Dance This Mess Around
- 1995 : Planet Claire
- 1998 : Time Capsule: Songs for a Future Generation
- 2002 : Nude on the Moon: The B-52's Anthology

### Réédition
- 2019 : Cosmic Thing (Edition Deluxe 30e anniversaire : album original remasterisé + titres bonus inclus remixes & live inédit de la tournée "Cosmic Thing Tour" enregistrée au Texas en 1990)

## Vidéographie
- 2012 : With the Wild Crowd!: Live in Athens, GA